# Leinì
Leinì – miejscowość i gmina we Włoszech, w regionie Piemont, w prowincji Turyn.
Według danych na rok 2004 gminę zamieszkiwało 15 334 osób, 373,4 os./km².